# Dean Norris
Dean Joseph Norris (ur. 8 kwietnia 1963 w South Bend, w stanie Indiana) – amerykański aktor filmowy i telewizyjny.

## Życiorys
Norris urodził się w South Bend, jako syn Rosemarie (z domu Lacay; 1934-2012) i Jacka Norrisa (1930–2008). W 1985 ukończył Harvard College.
Wystąpił między innymi w takich produkcjach kinowych jak Terminator 2: Dzień sądu (1991) i Terminator: Kroniki Sary Connor (2008), a także Pamięć absolutna (Total Recall, 1990), Żołnierze kosmosu (Starship Troopers, 1997), Przed metą (Without Limits 1998), Mała miss (Little Miss Sunshine, 2006), Evan Wszechmogący (Evan Almighty, 2007) czy Dorwać gringo (Get the Gringo, 2012), a ostatnio Kontrola bezpieczeństwa (Carry-On, 2024). Wystąpił gościnnie w serialu Zagubieni.
Występował też w roli agenta DEA, Hanka Schradera w serialu telewizji AMC pod tytułem Breaking Bad, jak również w roli Jamesa „Big Jima” Renniego w serialu Pod kopułą (2013-2015).

## Poglądy
W 2022 roku, opublikował na Twitter post w którym napisał "Nie jesteś „okradany” na stacji benzynowej, płacisz uczciwą cenę rynkową za towar. Jeśli tak bardzo kochasz kapitalizm, to zamknij się". Post wzbudził dużą dyskusję i zyskał uznanie głównie od środowisk lewicowych oraz osób zadeklarowanych jako antykapitaliści. Post stanowił krytykę osób deklarujących się jako zwolennicy wolnego rynku.

## Życie prywatne
Norris i jego żona Bridget, będąca byłą prawniczką, mieszkają razem z piątką dzieci w Temacula w Kalifornii.
W 2019 roku, pomógł wprowadzić Schraderbräu, domowe piwo rzemieślnicze granego przez niego Hanka Schradera z Breaking Bad, jako oficjalny produkt.
Norris jest zadeklarowanym członkiem Partii Demokratycznej. Uczestniczył w Krajowych Konwencjach Demokratów w 2016 i 2024 roku.